# Andal Ampatuan jr.
Andal Ampatuan jr. (Cotabato City, 15 augustus 1976) is een Filipijns politicus. Ampatuan jr. werd in 2007 gekozen als burgemeester van de gemeente Datu Unsay in de provincie Maguindanao. Ampatuan is een van de leden van een machtige politiek dynastie in het zuiden van de Filipijnen. Zijn vader Andal Ampatuan sr. was van 2001 tot 2009 gouverneur van Maguindanao. Zijn broer Zaldy Ampatuan werd in 2005 gekozen als gouverneur van de Autonomous Region in Muslim Mindanao (ARMM). Een andere broer, Sajid Islam Ampatuan volgde hun vader in 2009 op als gouverneur van Maguinadao.
In november 2009 kwam Ampatuan jr. negatief in het wereldnieuws als gevolg van een bloedbad in de gemeente Ampatuan. Op 23 november 2009 werden ongeveer 60 mensen vermoord, die in konvooi onderweg waren naar een bureau van de kiescommissie COMELEC om Esmael Mangudadatu te registreren als kandidaat voor het gouverneurschap van Maguindanao bij de verkiezingen van 2010. Onder de doden waren enkele familieleden, waaronder de vrouw en twee zussen van Mangudadau, aanhangers en journalisten. Vrij kort daarna werd Ampatuan jr., een van de mogelijke tegenkandidaten van Mangudadatu bij gouverneursverkiezingen genoemd als hoofdverdachte en gearresteerd. Ampatuan en andere leden van de familie werden daarop door de regeringscoalitie Lakas-Kampi-CMD uit de partij gezet door partijvoorzitter en presidentskandidaat Gilberto Teodoro. Ampatuan ontkende zijn betrokkenheid bij de moorden, ondanks het feit dat diverse getuigen hebben verklaard dat hij bij het bloedbad aanwezig was. Later vonden de autoriteiten enorme hoeveelheden wapens en munitie in en rond de villa's van de Ampautuans en werden ze aangeklaagd voor rebellie.